# Пелагианство
Пелагианство или Пелагионизм (лат. Pelagianismus) — богословская теория (доктрина), которую выдвинул западный богослов Пелагий, кельт по происхождению. Пелагианские споры начались в начале V века и были первым большим богословским кризисом, возникшим среди западных латиноязычных христиан.
Согласно этой теории, первородный грех не влияет на человеческую природу, а человек не ограничен в свободе воли и по-прежнему способен выбирать добро или зло без помощи Бога.
Таким образом, грех Адама был «плохим примером» для своего потомства, но его действия не имели других последствий. Роль Иисуса была «хорошим примером» для остального человечества (таким образом, противодействуя плохому примеру Адама), а также предоставлением искупления за наши грехи. Из этого следует, что человечество имеет полный контроль и тем самым несёт на себе полную ответственность за соблюдение Евангелия в дополнение к полной ответственности за каждый грех.
Согласно пелагианской доктрине, люди есть грешники по своему выбору, а грешники не являются жертвами, они являются преступниками, которые требуют прощения.

## Борьба с пелагианством
Согласно указу императора Гонория (418 год) была предписана обычная мера против основателей и приверженцев новой ереси, а Папа римский объявил о её осуждении в послании ко всей церкви. Несколько итальянских епископов не подчинились, в частности, Юлиан Экланский, человек блестящих дарований. Покинув свою кафедру, он стал ревностным толкователем и защитником идей Пелагия против Блаженного Августина, учение которого о непреодолимой благодати и о предопределении он искусно уличал в скрытом манихействе.
Преемник Зосимы, Бонифаций I, побуждая Августина к усиленной полемике против пелагианства, старался вместе с тем искоренить ересь с помощью светской власти, но безуспешно. Между тем сам Пелагий, оставшийся на Востоке, незаметно сошёл со сцены.
В 431 году Вселенский собор в Эфесе отнёсся к пелагианству, как к ереси уже осуждённой.